# Dessauer SV 97
Dessauer SV 97 is een Duitse sportclub uit Dessau, Saksen-Anhalt. De club is actief in voetbal, volleyball, badminton, kegelen, lopen, triathlon en gymnastiek. De club werd in 1997 opgericht en is de rechtstreekse opvolger van Dessauer SV 98, dat toen failliet gegaan was.

## Geschiedenis
De club werd op 30 maart 1898 opgericht als Dessauer FC 1898 en was de eerste voetbalclub van de stad. Vanaf 1909 speelde de club in de Anhalts voetbalkampioenschap, een van de competities van de Midden-Duitse voetbalbond. In 1911 werd de naam gewijzigd in SpVgg Dessau 98. In de beginjaren domineerde Cöthener FC 02 de competitie. Na 1919 werd de Anhaltse competitie de tweede klasse van de Kreisliga Elbe. Na het seizoen 1923 werd de Anhaltse competitie als Gauliga Anhalt terug opgewaardeerd als hoogste klasse. In 1926 werd de club vicekampioen en plaatste zich zo voor het eerst voor de Midden-Duitse eindronde, waar de club verloor van FuCC Cricket-Viktoria Magdeburg. De club eindigde meestal in de subtop maar kon nooit de titel veroveren.
In 1933 werd de competitie geherstructureerd. De Midden-Duitse bond werd ontbonden en de vele competities werden vervangen door de Gauliga Mitte en Gauliga Sachsen. De clubs uit Anhalt werden te licht bevonden voor de Gauliga Mitte en voor de Bezirksklasse Magdeburg-Anhalt plaatsten zich vier clubs, waarvoor SpVgg zich net kwalificeerde. In het eerste seizoen eindigde de club op een degradatieplaats. Pas in 1940 kon de club kampioen worden in de Kreisklasse. In de eindronde eindigde de club eigenlijk niet op een promotieplaats, maar er werd beslist dat alle drie de clubs mochten promoveren. Het volgende seizoen werd de club dan zowaar kampioen en promoveerde via de eindronde naar de Gauliga, waar stadsrivaal SV Dessau 05 intussen het mooie weer maakte.
De club eindigde drie jaar op rij in de middenmoot. Het laatste seizoen werd niet voltooid vanwege de perikelen in de Tweede Wereldoorlog.
Na de oorlog werden alle Duitse voetbalclubs ontbonden. De club werd heropgericht als Sportgruppe Ziebigk en nam in 1946 de naam SG Dessau-West aan. Zoals vele Oost-Duits club veranderde ook deze club veelvuldig van naam (Stahl Dessau, Motor Nordwest Dessau, Motor Polysius Dessau en ZAB Dessau). Van 1955 tot 1959 speelde de club in de Bezirksliga Halle, de vierde klasse, maar hierna zonk de club weg naar de lagere reeksen.
Na de Duitse hereniging werd de clubnaam gewijzigd in Dessauer SV ZAB. Deze club ging in 1997 failliet. Meteen hierna werd de club Dessauer SV 97 opgericht dat zich de rechtmatige opvolger noemt.